# مایک چوزمن
مایک چوزمن (انگلیسی: Mike Czuczman؛ زادهٔ ۲۷ مهٔ ۱۹۵۳) بازیکن فوتبال اهل بریتانیا است.
از باشگاه‌هایی که در آن بازی کرده‌است می‌توان به باشگاه فوتبال یورک سیتی، باشگاه فوتبال هال سیتی، باشگاه فوتبال استوک‌پورت کانتی، باشگاه فوتبال اسکانتورپ یونایتد، باشگاه فوتبال گریمزبی تاون و باشگاه فوتبال بوستون یونایتد اشاره کرد.